# Jasper (Géorgie)
Pour les articles homonymes, voir Jasper.
Ne pas confondre avec le comté situé dans le même État, voir Comté de Jasper (Géorgie)
La ville américaine de Jasper est le siège du comté de Pickens, dans l’État de Géorgie. Lors du recensement de 2020, sa population s’élevait à 4 084 habitants.

## Démographie
| 1880 | 1890 | 1900 | 1910 | 1920 | 1930 |
| ---- | ---- | ---- | ---- | ---- | ---- |
| 146  | 333  | 379  | 332  | 386  | 563  |

| 1940 | 1950  | 1960  | 1970  | 1980  | 1990  |
| ---- | ----- | ----- | ----- | ----- | ----- |
| 576  | 1 380 | 1 036 | 1 202 | 1 556 | 1 772 |

| 2000  | 2010  | 2020  | - | - | - |
| ----- | ----- | ----- | - | - | - |
| 2 167 | 3 684 | 4 084 | - | - | - |

## Source
- (en) Cet article est partiellement ou en totalité issu de l’article de Wikipédia en anglais intitulé « Jasper, Georgia » (voir la liste des auteurs).